# Maria Margherita Grimani
Maria Margherita Grimani, född okänt år, död efter 1718, var en italiensk kompositör. Hon skrev flera operor, av vilka Pallade e Marte år 1713 blev den första opera skriven av en kvinna som uppfördes på hovoperan i Wien. 